# Espaço de probabilidade
Em matemática, um espaço de probabilidade é uma tripla ({\displaystyle \Omega }, F, P) formada por um conjunto {\displaystyle \Omega }, uma σ-álgebra F em {\displaystyle \Omega } e uma medida positiva P nessa σ-álgebra tal que P({\displaystyle \Omega }) = 1.
O conjunto {\displaystyle \Omega } é chamado de espaço amostral e os elementos de F são chamados os eventos.
A medida P é chamada a medida probabilidade, e P(E), para {\displaystyle E\in F}, é a probabilidade do evento E.
O que se disse acima é um resumo dos axiomas de probabilidade.
Notar que nem todos os subconjuntos do espaço amostral são eventos, mas todo evento é um subconjunto do espaço amostral.

## Exemplo
- Seja 0 {\displaystyle \leq }  p {\displaystyle \leq } 1 uma variável discreta. Então {\displaystyle \Omega } = {0, 1}, F = {{\displaystyle \varnothing }, {0}, {1}, {0,1}} e P({\displaystyle \varnothing }) = 0, P({1}) = p, P({0}) = 1 - p,  P({0,1}) = 1 é um espaço de probabilidade (este espaço define a distribuição de Bernoulli).